# Союзное исполнительное вече Югославии

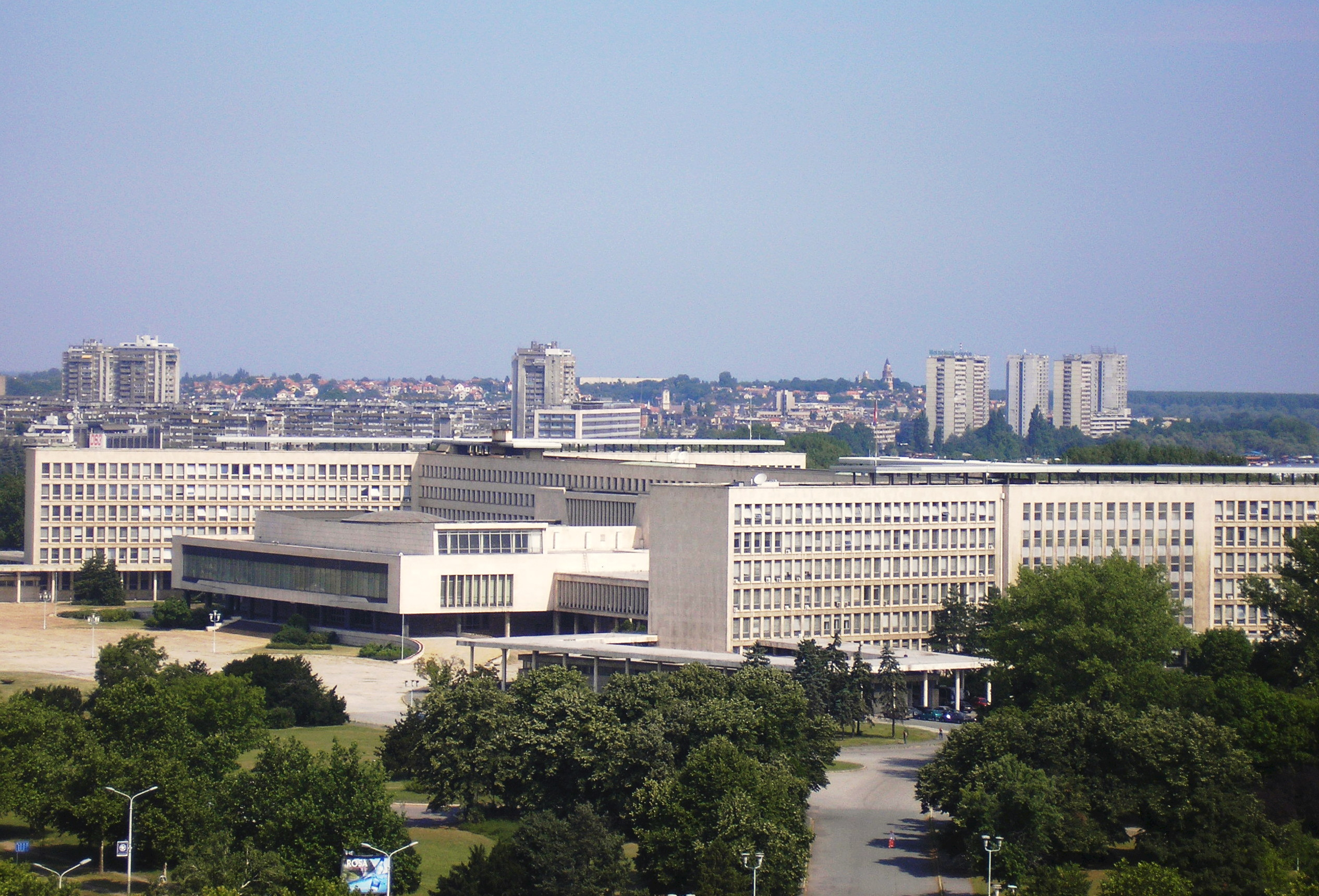
Дворец Федерации — бывшее местопребывание Союзного исполнительного веча в Новом Белграде

Союзное исполнительное ве́че Югославии (сокращённо СИВ; босн. и хорв. Savezno izvršno vijeće, SIV; серб. и черног. Савезно извршно веће, СИВ; макед. Сојузни извршен совет, СИС; словен. Zvezni izvršni svet, ZIS) — высший орган исполнительной власти (правительство) Социалистической Федеративной Республики Югославии (СФРЮ) в 1953—1992 годах. В соответствии с югославской конституцией такое правительство являлось специальным органом федеральной Скупщины Югославии, подотчётным и подконтрольным ей. Местопребыванием СИВ был Дворец Федерации в Новом Белграде.
В 1953 году был принят конституционный закон, внесший значительные изменения в Конституцию 1946 года. Главой государства стал Президент Югославии, который ex officio был председателем Союзного исполнительного веча (СИВ). В состав СИВ входило от 30 до 45 членов, избираемых Союзной скупщиной (федеральным парламентом). Пятеро из них были союзными секретарями, возглавлявшими союзные секретариаты — такое название Конституционный закон 1953 года ввёл для министров и министерств, ещё двое — заместителями председателя СИВ.
В 1963 году была принята новая Конституция Югославии, которая разделила посты президента и председателя СИВ. С этого времени председатель СИВ назначался Союзной скупщиной по представлению президента. Конституция 1963 года определила СИВ в качестве высшего исполнительного органа страны, а с момента принятия Конституции 1974 года количество членов СИВ сократилось с 29 до 19 человек.

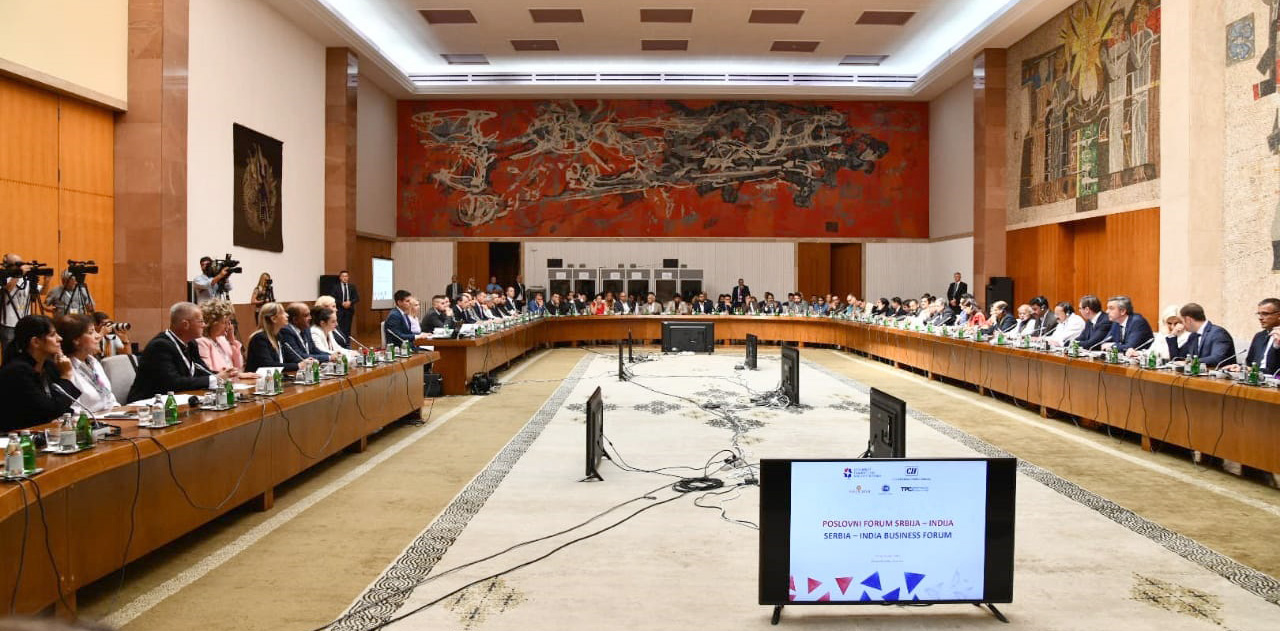
Зал заседаний Союзного исполнительного веча в Дворце Федерации

СИВ отвечал за повседневную работу федеральной администрации (органы исполнительной власти и управления, правоохранительные органы), используя коллективные методы принятия управленческих решений и руководящие принципы СКЮ (главным образом через формирование различных комитетов и комиссий). По Конституции Югославии 1974 года во главе СИВ стояли председатель и два его заместителя, которые избирались на эту должность Президиумом СФРЮ и утверждались федеральной Скупщиной. Кроме них, членами СИВ были двенадцать федеральных секретарей (министров), которые возглавляли секретариаты финансов, иностранных дел, обороны, труда, сельского хозяйства, промышленности и энергетики, внутренних дел, внешней торговли, внутренней торговли, транспорта и связи, строительства, юстиции и административных вопросов. При этом, союзный секретариат финансов был создан в 1988 году, а союзные секретариаты строительства и внутренней торговли — в 1989 году. Секретари отдельных секретариатов предлагались председателем СИВ и утверждались федеральным парламентом.
При выборе председателя СИВ не соблюдался титовский принцип ротации, когда каждая федеральная единица могла по очереди участвовать в формировании федеральных органов и должностных лиц, однако при выборе союзных секретарей максимально учитывалось паритетное представительство всех республик и краёв.
Члены СИВ создавали различные комитеты и комиссии для решения сложных проблем и подготовки постановлений и оперативных (временных) мероприятий, которые впоследствии утверждались в федеральной Скупщине СФРЮ. Постоянно действовало пять комитетов по важнейшим вопросам федерации, их членами являлись союзные и республиканские секретари.
Постановления и временные меры, предложенные СИВ, после их внесения на рассмотрение проходили сложнейшую процедуру согласования, длившуюся иногда более года, и только после этого направлялись в соответствующую палату федерального парламента для обсуждения и голосования. Все решения на уровне федерации могли приниматься только при согласии республик и краёв на основе взаимного консенсуса, каждый субъект федерации обладал правом вето. Поэтому такие временные меры были направлены в большей степени на стабилизацию общественных отношений и для недопущения кризиса государственного управления, когда несогласные делегации либо члены отдельных республик намеренно блокировали принятие решений по различным вопросам, требующим оперативного разрешения.
С 1970-х годов СИВ совместно с самим Тито был ведущей силой в управлении страной, главным арбитром в достижении межреспубликанского компромисса по спорным вопросам и вторым по влиянию политическим органом после СКЮ. Союзные секретари имели особый доступ к экспертной и секретной информации, необходимой для формирования текущей государственной политики, при этом сам СИВ постоянно инициировал слушания по реформированию действующего законодательства. После смерти Тито республики и автономные края стали более упорней отстаивать свои собственные национальные интересы, а партийное руководство разделилось по региональному признаку. Поэтому возможность СИВ согласовывать позиции республик и краёв по некоторым проблемным вопросам на уровне федерации стала фактически невыполнимой задачей. В своей деятельности СИВ стало всё больше полагаться на предусмотренные конституцией временные меры, которые не могли быть заблокированы республиканскими делегациями. Вскоре такой способ работы стал правилом, а не исключением для СИВ, поэтому многие его временные постановления и меры оставались в силе в течение многих лет и регулировали большую часть общественных отношений. Неспособность достичь межреспубликанского компромисса из-за нарастающей национальной вражды усилилась в 1980-е годы, ввиду чего федеральное правительство не смогло реализовать многие долгосрочные программы экономической стабилизации государства и провести реформы, направленные на вывод страны из обостряющегося экономического кризиса. Указанное можно рассматривать как один из многих факторов, приведших к распаду Югославии.